# Savadkuh
Savadkuh (persiska: شهرستان سوادکوه, Shahrestan-e Savadkuh) är en delprovins (shahrestan) i Iran. Den ligger i provinsen Mazandaran, i den norra delen av landet. Arean är 2 078 kvadratkilometer. Administrativ huvudort är Pol-e Sefīd.
Savadkuh hade 43 913 invånare 2016.